# Myrmeleon sumatrensis
Myrmeleon sumatrensis är en insektsart som beskrevs av Van der Weele 1909. Myrmeleon sumatrensis ingår i släktet Myrmeleon och familjen myrlejonsländor. Inga underarter finns listade i Catalogue of Life.